# Joseph Franz Baumeister
Joseph Franz Baumeister (* 29. Januar 1857 in Konstanz; † 3. Mai 1933 in Karlsruhe) war ein deutscher Bildhauer.

## Leben
Joseph Franz Baumeister war Sohn eines Zimmermannes aus Konstanz.
Von 1873 bis 1877 wurde er vom Konstanzer Bildhauer Hans Baur ausgebildet und ging anschließend nach München. Dort wurde er bis 1878 von Max von Widnmann an der Kunstakademie unterrichtet. 1879 arbeitete er bei Carl Steinhäuser, von 1880 bis 1888 bei Hermann Volz in Karlsruhe. 1883 reiste er nach Rom, 1884 nach Paris. Im Jahr 1889 eröffnete er ein eigenes Atelier in Karlsruhe. Hier schuf er unter anderem Auftragsarbeiten für den badischen Großherzog Friedrich I.: die Statuen von St. Franziskus und Bernhard von Baden für die neu erbaute katholische Kirche St. Franziskus zu Pforzheim sowie eine Statue von Ludwig Wilhelm, dem „Türkenlouis“, die in Rastatt aufgestellt wurde.

## Werke

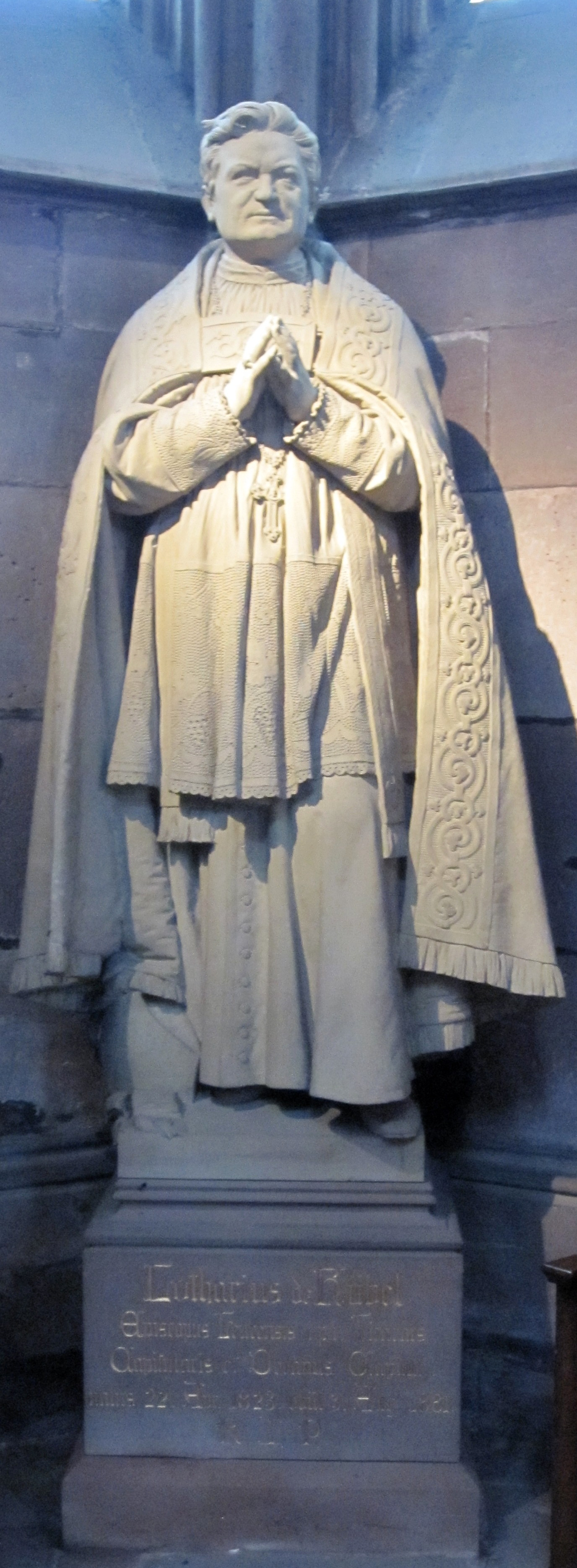
Standbild Lothar von Kübels im Freiburger Münster

Die bekanntesten Werke von Baumeister sind:
- Konstanz: Marmor-Kruzifix (1882) und Christus auf Golgota (1884)
- Mühlburg: Christusrelief (1887)
- Freiburg: Denkmal von Bischof Lothar von Kübel im Münster (1888)
- Pforzheim: St. Franziskus und St. Bernhard an der St.-Franziskus-Kirche (1892)
- Rastatt: Türkenlouis (1894)
- Östringen: St. Peter und Paul
- Baden-Baden: Schutzengelgruppe für das Portal am Kloster zum heiligen Grab (1895)
- Mannheim: Cäcilia für die Liebfrauenkirche (1901)
- Östringen: Herz Jesu und Maria (1902)
- Gernsbach: Votivrelief an Gruftkapelle des Freiherrn von Gulat (1905)
- Oberachern: Pietà und Kruzifix
- Durmersheim: Altar (1906)

Weitere seiner Werke finden sich in den Kirchen bzw. Klöstern von Urloffen, Busenbach, Neuthard, Weingarten, Stettfeld, Reiligen, Daxlanden, Dielheim, Reichenbach, St. Leon, Oberweier, Bruchsal, Walldürn, Waldulm, Hockenheim und Moosbrunn.
Daneben schuf er Porträts bekannter Persönlichkeiten aus Konstanz, darunter die Büsten von Leiner und Schmalholz. In Karlsruhe folgten einige Reliefs u. a. von Gageur, Rothweiler, Siebenrock, Hug und Hummel.